# 上崎千
上崎 千（うえさき せん、1974年 - ）は、日本のアーキビスト。

## 概要
神奈川県伊勢原市生まれ。
多摩美術大学芸術学科現代美術資料センターの設立に関与するかたわら、雑誌『issues』の編集に関わる。
1998年、多摩美術大学大学院美術研究科修了。
2007年度より慶應義塾大学附属の研究機関（アート・センター）にて、戦後日本の芸術に関するアーカイヴの設計・構築に従事。同大学非常勤講師。
東京芸術大学・横浜国立大学非常勤講師。

## 論考
- 「岡崎乾二郎のディプティック」（『SAP Journal』 2003年3月）
- 「印刷された問題（ロバート・スミッソンの眺望）」（『アイデア』、2007年1月）
- 「『記載の場所』を巡って（アーカイヴと横尾忠則）」（『ユリイカ』、2012年11月）
- 「そして穴の底では、名残惜しそうに、墓掘人夫が鉗子を振るう」（『ドキュメント14の夕べ』東京国立近代美術館編、青幻舎、2013年）
- 「アーカイヴと前衛」（『美術研究』東京文化財研究所、2015年）
- 「『情報』以後のコレクション（陳腐化した懸念を蒸し返す）」 （『金沢21世紀美術館研究紀要』、2016年）[3]